# Coupe d'Asie des clubs champions 1971
Navigation
Édition précédente Édition suivante
La Coupe d'Asie des clubs champions 1971 est la quatrième édition de la Coupe d'Asie des clubs champions et oppose les champions de huit nations membres de l'AFC. La compétition se déroule à Bangkok en Thaïlande du 21 mars au 2 avril 1971.
Cette édition voit la victoire du club israélien du Maccabi Tel-Aviv qui remporte la compétition sans disputer la finale, après le forfait pour raisons politiques de son adversaire, les Irakiens d'Al-Shorta. Il s'agit du deuxième titre pour le Maccabi après sa victoire en 1969 et du troisième titre pour le football israélien. Quant à Al-Shorta, il devient le premier club irakien à atteindre ce niveau de la compétition.

## Participants
- Taj Club
- Al Arabi Koweït
- Perak FA
- Al-Shorta - Vainqueur du Championnat d'Irak 1969-1970

- Maccabi Tel-Aviv - Vainqueur du Championnat d'Israël 1969-1970
- FC Punjab Police
- Bangkok Bank FC
- ROK Army FC

## Compétition

### Premier tour

#### Groupe A
| Rang | Équipe          | Pts | J | G | N | P | Bp | Bc | Diff |  | Résultats (▼ dom., ► ext.) |  |     |     |     |
| ---- | --------------- | --- | - | - | - | - | -- | -- | ---- |  | -------------------------- |  | --- | --- | --- |
| 1    | Taj Club        | 5   | 3 | 2 | 1 | 0 | 5  | 1  | +4   |  | Taj Club                   |  | 2-1 | 0-0 | 3-0 |
| 2    | ROK Army FC     | 4   | 3 | 2 | 0 | 1 | 5  | 2  | +3   |  | ROK Army FC                |  |     | 1-0 | 3-0 |
| 3    | Al Arabi Koweït | 3   | 3 | 1 | 1 | 1 | 3  | 1  | +2   |  | Al Arabi Koweït            |  |     |     | 3-0 |
| 4    | Perak FA        | 0   | 3 | 0 | 0 | 3 | 0  | 9  | -9   |  | Perak FA                   |  |     |     |     |

#### Groupe B
| Rang | Équipe           | Pts | J | G | N | P | Bp | Bc | Diff |  | Résultats (▼ dom., ► ext.) |  |     |     |     |
| ---- | ---------------- | --- | - | - | - | - | -- | -- | ---- |  | -------------------------- |  | --- | --- | --- |
| 1    | Maccabi Tel-Aviv | 6   | 3 | 3 | 0 | 0 | 11 | 2  | +9   |  | Maccabi Tel-Aviv           |  | 2-0 | 4-1 | 4-1 |
| 2    | Al-Shorta        | 4   | 3 | 2 | 0 | 1 | 8  | 4  | +4   |  | Al-Shorta                  |  |     | 2-0 | 6-1 |
| 3    | Bangkok Bank FC  | 2   | 3 | 1 | 0 | 2 | 3  | 6  | -3   |  | Bangkok Bank FC            |  |     |     | 2-0 |
| 4    | FC Punjab Police | 0   | 3 | 0 | 0 | 3 | 2  | 12 | -10  |  | FC Punjab Police           |  |     |     |     |

- Al-Shorta déclare forfait face au Maccabi Tel-Aviv et a donc match perdu sur tapis vert, sur le score de 0-2.

### Phase finale

#### Demi-finales
|  | Maccabi Tel-Aviv | 2 - 0 | ROK Army FC | Bangkok |  |
|  |                  |       |             |         |  |

|  | Al-Shorta | 2 - 0 | Taj Club | Bangkok |  |
|  |           |       |          |         |  |

#### Match pour la3eplace
|  | Taj Club | 3 - 2 | ROK Army | Bangkok |  |
|  |          |       |          |         |  |

#### Finale
| 10 avril 1971 | Maccabi Tel-Aviv | forfait | Al-Shorta | Bangkok |  |
|               |                  |         |           |         |  |